# Funció nul·la

En el conjunt de les funcions reals de variable real (vegeu funció matemàtica i funció real) podem definir la funció constant o funció polinòmica de grau zero, una de les quals és la funció nul·la definida com {\displaystyle f(x)=0}.
De fet, aquesta funció no depèn d'una variable independent. La representació gràfica (vegeu Gràfica d'una funció) de la funció nul·la en els eixos de coordenades (vegeu Sistema de coordenades cartesianes) es correspon amb l'eix d'abscisses.
La funció nul·la és l'element neutre de la suma de funcions, la qual cosa permet dotar d'estructura als diversos conjunts formats per funcions (com és el cas de l'estructura d'espai vectorial).